# ستيوارت كريستي
ستيوارت كريستي (بالإنجليزية: Stuart Christie)‏ هو لغوي ومترجم بريطاني، ولد في 10 يوليو 1946 في غلاسكو في المملكة المتحدة.